# Amylocorticium africanum
Amylocorticium africanum är en svampart som beskrevs av Hjortstam 1983. Amylocorticium africanum ingår i släktet Amylocorticium och familjen Amylocorticiaceae.   Inga underarter finns listade i Catalogue of Life.